# Apple Watch SE
El Apple Watch SE es un reloj inteligente desarrollado por Apple Inc. y forma parte de la sexta generación de Apple Watch. Fue anunciado el 15 de septiembre de 2020 junto al Apple Watch Series 6 y comenzó a venderse el 18 de septiembre.

## Características generales
El Apple Watch SE tiene la misma apariencia que el Apple Watch Series 6, aunque internamente posee el procesador Apple S5, que también tiene el Apple Watch Series 5.
Su precio inicial es de 279 dólares estadounidenses, siendo la opción intermedia en la Apple Store entre el Apple Watch Series 5 y el Apple Watch Series 6.